# Luke Hudson
Luke Hudson (ur. 18 kwietnia 1996 w Kansas) – amerykański transpłciowy aktor erotyczny i teatralny. Reprezentuje wytwórnię filmów dla dorosłych JockPussy, która została stworzona przez Jasona Sparksa pod wpływem włączenia się Hudsona w branżę pornograficzną. Jest także pierwszym transpłciowym mężczyzną, który wystąpił w produkcjach gejowskich wytwórni pornograficznych Next Door, MEN.com i innych.

## Życie prywatne
Luke Hudson zrozumiał, że jest osobą transpłciową w bardzo młodym wieku. Rozpoczął tranzycję w 2013 roku, a karierę w branży pornograficznej rozpoczął trzy lata później. Aby pracować nad wahaniami nastroju prowadzącymi do agresji wynikającymi z przyjmowania testosteronu, często bywał na siłowni, wobec czego w 2016 roku uważał swój wygląd za gotowy, aby wystąpić w filmie pornograficznym, a moment rozpoczęcia swojej kariery w branży jako odpowiedni.

## Kariera
Przed rozpoczęciem kariery w branży pornograficznej Luke Hudson pracował jako sprzedawca lodów w ciężarówce z lodami. Zanim zaczął profesjonalną karierę jako aktor pornograficzny, planował zostać twórcą pornograficznych filmów amatorskich. Karierę w branży pornograficznej rozpoczął w 2016 roku pod wpływem producenta i reżysera Jasona Sparksa, którego poznał poprzez aktora pornograficznego Brogana Reeda przez mobilny portal randkowy Grindr. Jason był zafascynowany nagimi zdjęciami Hudsona i zaoferował mu współpracę w formie stworzenia dla niego własnej strony internetowej. Na początku jego kariery pomógł mu on z promocją wizerunku, więc (w przeciwieństwie do wielu innych aktorów pornograficznych) zazwyczaj nie występował on na żywo.
Pierwsza scena pornograficzna z udziałem Hudsona to dziewiętnastominutowy film nagrany przez Jasona Sparksa w San Antonio z Broganem Reedem i modelem o imieniu Matt.
W listopadzie 2021 Sparks i Hudson stworzyli nową stronę internetową, ftmmen.com. Zdaniem Hudsona, powstanie JockPussy oraz pojawienie się transpłciowych mężczyzn w branży pornograficznej sprawiło, że na platformach typu OnlyFans zaczęły powstawać nowe konta z amatorskimi filmami pornograficznymi tworzonymi przez takie osoby. W założeniu, ftmmen.com miało być stroną erotyczną ściśle poświęconą transpłciowym mężczyznom, co mogłoby umożliwić takim modelom profesjonalne wejście w branżę pornograficzną. Hudson uważał też, że ze względu na bycie główną twarzą JockPussy stał się postacią reprezentującą środowisko transpłciowych mężczyzn w branży pornograficznej i nie chciał, aby jego subiektywne, prywatne poglądy były uważane za zdanie całego środowiska.

## Nagrody i nominacje
| Rok  | Nagroda                         | Kategoria                                               | Film                  | Inni wykonawcy                                            | Rezultat  |
| ---- | ------------------------------- | ------------------------------------------------------- | --------------------- | --------------------------------------------------------- | --------- |
| 2018 | GayVN                           | Najlepszy nowicjusz                                     | –                     | –                                                         | Nominacja |
| 2018 | GayVN                           | Nagroda Fanów: Najgorętszy Nowicjusz                    | –                     | –                                                         | Nominacja |
| 2018 | Transgender Erotica Awards Show | Najlepszy wykonawca FTM                                 | –                     | –                                                         | Nominacja |
| 2021 | Raven’s Eden Awards             | Najlepszy Fister                                        | –                     | –                                                         | Wygrana   |
| 2021 | Raven’s Eden Awards             | Najlepsza Scena Seksu Trans                             | Waterpark Orgy (2020) | August Alexander, Brian Bonds, Mason Lear, Micah Martinez | Wygrana   |
| 2021 | Raven’s Eden Awards             | Najseksowniejszy Mężczyzna Transpłciowy (Wykonawca FTM) | –                     | –                                                         | Nominacja |
| 2021 | Transgender Erotica Awards Show | Najlepszy Mężczyzna Transpłciowy                        | –                     | –                                                         | Nominacja |
| 2021 | Transgender Erotica Awards Show | Model Roku                                              | –                     | –                                                         | Nominacja |
| 2022 | Transgender Erotica Awards Show | Najlepszy Męski Wykonawca Transpłciowy                  | –                     | –                                                         | Nominacja |
| 2023 | Transgender Erotica Awards Show | Najlepszy Męski Wykonawca Transpłciowy                  | –                     | –                                                         | Nominacja |
| 2024 | Transgender Erotica Awards Show | Najlepszy Męski Model Transpłciowy                      | –                     | –                                                         | Nominacja |